# Aleksandr Morozow (lekkoatleta)
Aleksandr Wasiliewicz Morozow (ros. Александр Васильевич Морозов, ur. 13 października 1939 w Tomsku, zm. w 2003) – radziecki lekkoatleta, długodystansowiec, medalista mistrzostw Europy z 1969.
Specjalizował się w biegu na 3000 metrów z przeszkodami. Zajął w nim 11. miejsce na mistrzostwach Europy w 1966 w Budapeszcie.
Na igrzyskach olimpijskich w 1968 w Meksyku Morozow zajął 5. miejsce na tym dystansie, najlepsze wśród zawodników z Europy. 
19 sierpnia 1969 w Kijowie podczas mistrzostw ZSRR był drugi w biegu, w którym Władimir Dudin ustanowił rekord świata w biegu na 3000 metrów z przeszkodami wynikiem 8:22,2.Czas Morozowa (8:23,4) również był lepszy od dotychczasowego rekordu świata.
Na mistrzostwach Europy w 1969 w Atenach Morozow zdobył srebrny medal w tej konkurencji, za Michaiłem Żelewem z Bułgarii, a przed Dudinem.
Był wicemistrzem ZSRR w biegu na 3000 metrów z przeszkodami w 1969 i w biegu przełajowym na 8 kilometrów w 1972, a także brązowym medalistą na 3000 metrów z przeszkodami w 1968 oraz w biegu przełajowym w 1971 i 1973.